# Arad Challenger
L'Arad Challenger è stato un torneo professionistico di tennis che faceva parte dell'ATP Challenger Tour. Si giocava annualmente sui campi in terra rossa del Complexul Sportiv Riviera di Arad in Romania dal 2010 al 2014.
Antonio Veić detiene il record per maggior numero di titoli vinti nel doppio, dove con 3 trofei ha vinto tutte le edizioni del torneo tranne una.

## Albo d'oro

### Singolare
| Anno | Campione       | Finalista        | Punteggio     |
| ---- | -------------- | ---------------- | ------------- |
| 2014 | Damir Džumhur  | Pere Riba Madrid | 6–4, 7–6(3)   |
| 2013 | Adrian Ungur   | Marius Copil     | 6–4, 7–6(3)   |
| 2012 | Facundo Bagnis | Victor Hănescu   | 6–4, 6–4      |
| 2011 | Non disputato  | Non disputato    | Non disputato |
| 2010 | David Guez     | Benoît Paire     | 6–3, 6–1      |

### Doppio
| Anno | Campioni                                   | Finalisti                            | Punteggio           |
| ---- | ------------------------------------------ | ------------------------------------ | ------------------- |
| 2014 | Franko Škugor (2) Antonio Veić (3)         | Radu Albot Artem Sitak               | 6–4, 7–6(3)         |
| 2013 | Franko Škugor (1) Antonio Veić (2)         | Facundo Bagnis Julio César Campozano | 7–6(5),4–6, [11–9]  |
| 2012 | Nikola Mektić Antonio Veić (1)             | Marin Draganja Dino Marcan           | 7–6(5), 4–6, [10–3] |
| 2011 | Non disputato                              | Non disputato                        | Non disputato       |
| 2010 | Daniel Muñoz de la Nava Sergio Pérez-Pérez | Franco Skugor Ivan Zovko             | 6–4, 6–1            |